# Rakousko na Hopmanově poháru
Rakousko soutěžilo na Hopmanově poháru celkem pětkrát. Poprvé soutěžilo v roce 1990 a jeho nejlepší výsledek byl v roce 1994, kdy se dostalo do semifinále.

## Tenisté
Tabulka uvádí seznam rakouských tenistů, kteří reprezentovali stát na Hopmanově poháru.
| Jméno                | Celkem V/P | Dvouhra V/P | Čtyřhra V/P | Poprvé | Počet startů |
| Alexander Antonitsch | 2–3        | 2–1         | 0–2         | 1994   | 1            |
| Stefan Koubek        | 4–2        | 1–2         | 3–0         | 2000   | 1            |
| Thomas Muster        | 3–3        | 2–1         | 1–2         | 1990   | 2            |
| Barbara Paulusová    | 2–2        | 1–1         | 1–1         | 1990   | 1            |
| Barbara Schettová    | 5–1        | 2–1         | 3–0         | 2000   | 1            |
| Horst Skoff          | 2–2        | 1–1         | 1–1         | 1995   | 1            |
| Judith Wiesner       | 5–6        | 4–2         | 1–4         | 1993   | 3            |

- V/P – výhry/prohry

## Výsledky
| Rok  | Fáze soutěže     | Místo konání         | Soupeř      | Výsledek | Stav   |
| ---- | ---------------- | -------------------- | ----------- | -------- | ------ |
| 1990 | První kolo       | Burswood Dome, Perth | Nový Zéland | 3–0      | Výhra  |
| 1990 | Čtvrtfinále      | Burswood Dome, Perth | Španělsko   | 1–2      | Prohra |
| 1993 | První kolo       | Burswood Dome, Perth | Ukrajina    | 1–2      | Prohra |
| 1994 | Prbní kolo       | Burswood Dome, Perth | Ukrajina    | 3–0      | Výhra  |
| 1994 | Čtvrtfinále      | Burswood Dome, Perth | Španělsko   | 2–1      | Výhra  |
| 1994 | Semifinále       | Burswood Dome, Perth | Německo     | 0–3      | Prohra |
| 1995 | První kolo       | Burswood Dome, Perth | Argentina   | 2–1      | Výhra  |
| 1995 | Čtvrtfinále      | Burswood Dome, Perth | Německo     | 1–2      | Prohra |
| 2000 | Základní skupina | Burswood Dome, Perth | Slovensko   | 2–1      | Výhra  |
| 2000 | Základní skupina | Burswood Dome, Perth | Austrálie   | 1–2      | Prohra |
| 2000 | Základní skupina | Burswood Dome, Perth | Thajsko     | 2–1      | Výhra  |